# FK Dorostol 2003 Silistra
FC Dorostol 2003 Silistra (bulharsky: Футболен клуб Доростол 2003) byl bulharský fotbalový klub sídlící ve městě Silistra. Klub byl založen v roce 1945, zanikl v roce 2012.

## Poslední soupiska
| Číslo |           | Pozice | Hráč              |
| ----- | --------- | ------ | ----------------- |
| 2     | Bulharsko | Z      | Stanislav Sabev   |
| 3     | Bulharsko | O      | Marian Ivanov     |
| 5     | Bulharsko | O      | Darin Andonov     |
| 7     | Bulharsko | Z      | Ersen Osman       |
| 9     | Bulharsko | Ú      | Rumen Aleksandrov |
| 10    | Bulharsko | Z      | Erhan Mehmed      |
| 11    | Bulharsko | Z      | Marian Genov      |
| 12    | Bulharsko | Z      | Goran Churkin     |
| 13    | Bulharsko | Ú      | Ozgur Hamdi       |
| 14    | Bulharsko | Ú      | Todor Dankov      |

| Číslo |           | Pozice | Hráč             |
| ----- | --------- | ------ | ---------------- |
| 16    | Bulharsko | Z      | Ivan Velikov     |
| 17    | Bulharsko | Z      | Ivan Pavlov      |
| 18    | Bulharsko | O      | Martin Penev     |
| 19    | Bulharsko | Z      | Stanislav Petrov |
| 21    | Bulharsko | O      | Miroslav Nachev  |
| 22    | Nigérie   | Ú      | Ekundayo Jayeoba |
| 23    | Bulharsko | O      | Stefan Donchev   |
| 25    | Bulharsko | Z      | Mihail Petrov    |
| 88    | Bulharsko | B      | Todor Todorov    |